# Almindelig boghvede
Almindelig boghvede (Fagopyrum esculentum) er en urt, der hører til syrefamilien (Polygonaceae), med op til 60-80 centimeter høje oprette stængler. Bladene er pilformede, blomsterne er lyserøde (sjældent hvide) og sidder i halvskærm. Frugten er en lille, trekantet nød, der i form kan minde om bøgens frugt, bog . Boghvede er egentlig ikke en kornart, men dens frugt ligner korn meget i sin sammensætning og betragtes normalt som en kornart. Boghveden er vildtvoksende i Sibirien. Den har et højt indhold af aminosyren lysin og organisk bundet calcium, jern, kalium, magnesium, kisel og fluor.

## Hjemsted
Almindelig boghvede er hjemmehørende i Kina (Yunnan og Tibet), men arten er naturaliseret i både afrikanske, asiatiske, europæiske og nordamerikanske lande og også i Australien og New Zealand. Boghvede er tørketålende og nøjsom med hensyn til jordens mineralindhold. Derfor vokser den også på veldrænet, sandet bund med lavt kalkindhold. Det er en varmeelskende plante, som dør bort ved selv ganske lave minusgrader

## Anvendelse
Hel boghvede koges som ris eller grød. Kornene får en grødlig konsistens under kogning, hvorfor den bør dekstrineres, inden den tilberedes som ris. Boghvedemel bruges bl.a. til galettes (franske madpandekager), morgenmadsprodukter og kiks. Boghvede er letfordøjelig og velegnet som diætmad.
En del mennesker er allergiske over for farvestoffet fagopyrin, som findes i boghvedens yderskal. Man kan fjerne fagopyrinen ved at skylle boghveden med kogt vand.

## Galleri
|  |  |  |
|  |  |  |